# Singaporesundet

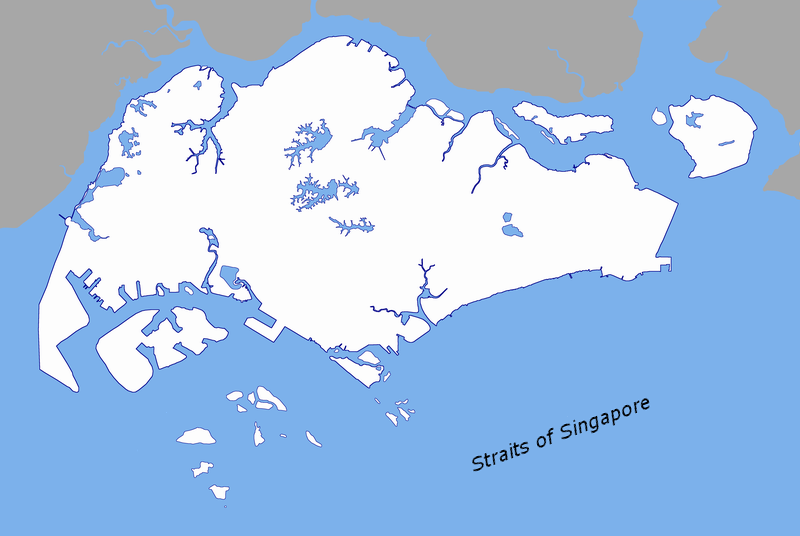
Karta över Singaporesundet.

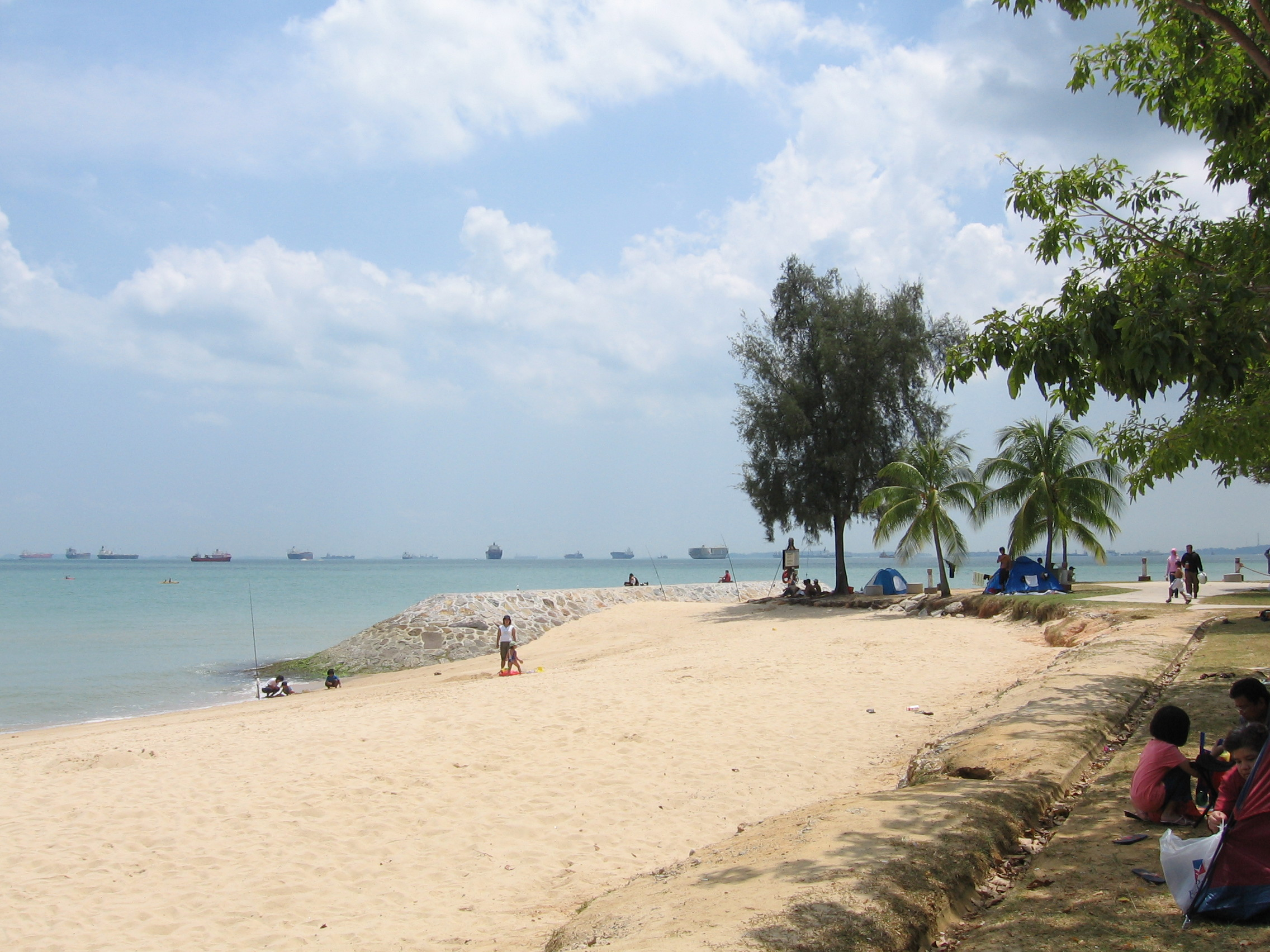
Singaporesundet sett från Singapore.

Singaporesundet (Förenklad kinesiska: 星加坡海峽, traditionell kinesiska: 新加坡海峡, Pinyin: Xīnjiāpō Hǎixiá och Malajiska: Selat Singapura) är ett sund i sydostasien mellan Singapore och öarna Bintan och Batam i Indonesien. Sundet är 114 kilometer långt och 16 kilometer brett och förbinder Malackasundet med Sydkinesiska havet. Singapore ligger norr om sundet och Kepulauan Riau ligger söder om sundet. Den indonesisk-singaporianska gränsen ligger längs sundet. 
I sundet ligger Keppel Harbour plus många andra mindre öar. Sundet ger ett väl skyddat djuphavspassage till Singapores hamn vilket gör den till en väldigt trafikerad farled.  
Under andra världskriget minerade britterna sundet.